# Apantallamiento eléctrico
El apantallamiento eléctrico (screening en inglés) es fruto del solapamiento producido por los campos eléctricos de partículas en movimiento con cargas opuestas. Se da especialmente en gases ionizados (plasma) o en metales. En astrofísica este fenómeno es especialmente importante ya que hace que la carga eléctrica de los objetos astrofísicos se considere irrelevante. También participa como potenciador de las reacciones de fusión en los núcleos de las estrellas llegando a aumentar su rendimiento en hasta un 20%.

## Apantallamiento en las reacciones de fusión
Los iones para fusionarse han de romper una barrera de potencial electromagnético. En un gas ionizado no sólo hay iones sino que también vagan libremente los electrones producto de la ionización de los átomos neutros. Estas partículas generan sus propios campos de signo opuesto al de los núcleos desnudos. Estos campos se superponen y logran rebajar esa barrera de potencial facilitando así las reacciones de fusión.
La sección eficaz es el parámetro que mide la probabilidad de interacción entre dos partículas. Para el caso de los iones estos tienen su propia sección eficaz que puede verse incrementada por la presencia del apantallamiento. Así podemos matematizar dicho fenómeno mediante un factor llamado factor de apantallamiento. Este factor se multiplica a la sección eficaz teórica para dar un nuevo valor que tiene en cuenta el apantallamiento electrónico.

{\displaystyle \sigma _{ap}=\sigma \exp \left({\frac {E_{ap}}{kT}}\right)}

Donde k es la constante de Boltzmann y Eap la energía de apantallamiento que se calcula como sigue:

{\displaystyle E_{ap}\simeq 0,0205[(Z_{a}+Z_{x})^{5/3}-Z_{a}^{5/3}-Z_{x}^{5/3}]{\frac {(\rho /\mu _{e})^{1/3}}{T_{f}}}}